# Németország az 1928. évi téli olimpiai játékokon
Németország a svájci St. Moritzban megrendezett 1928. évi téli olimpiai játékok egyik részt vevő nemzete volt. Az országot az olimpián 7 sportágban 44 sportoló képviselte, akik összesen 1 érmet szereztek. Németország először vett részt a téli olimpiai játékokon.

## Érmesek
| Érem  | Versenyző                                                         | Sportág | Versenyszám |
| ----- | ----------------------------------------------------------------- | ------- | ----------- |
| Bronz | Hanns Kilian Hans Heß Sebastian Huber Valentin Krempl Hanns Nägle | Bob     | Férfi ötös  |

## Bob
| Versenyző                                                                   | 1. futam | 1. futam | 2. futam | 2. futam | Összesítés | Összesítés |
| Versenyző                                                                   | Idő      | Hely.    | Idő      | Hely.    | Idő        | Helyezés   |
| --------------------------------------------------------------------------- | -------- | -------- | -------- | -------- | ---------- | ---------- |
| Hans-Edgar Endres Paul Martin Karl Reinhardt Paul Volkhardt Rudolf Soenning | 1:48,0   | 22.      | 1:43,9   | 9.       | 3:31,9     | 18.        |
| Hanns Kilian Hans Heß Sebastian Huber Valentin Krempl Hanns Nägle           | 1:41,7   | 5.*      | 1:40,2   | 2.       | 3:21,9     |            |

* - két másik csapattal azonos eredményt ért el

## Északi összetett
| Versenyző    | Sífutás | Sífutás | Sífutás | Síugrás    | Síugrás  | Síugrás | Síugrás | Összesítés | Összesítés |
| Versenyző    | Sífutás | Sífutás | Sífutás | 1. ugrás   | 2. ugrás | Össz.   | Össz.   | Összesítés | Összesítés |
| Versenyző    | Idő     | Pont    | Hely.   | Távolság   | Távolság | Pont    | Hely.   | Pont       | Helyezés   |
| ------------ | ------- | ------- | ------- | ---------- | -------- | ------- | ------- | ---------- | ---------- |
| Ludwig Böck  | 1:48:56 | 14,125  | 5.      | 36,0       | 48,0     | 12,395  | 21.     | 13,260     | 7.         |
| Walter Glaß  | 1:59:43 | 8,750   | 15.     | 45,0       | 55,0     | 15,104  | 11.     | 11,927     | 15.        |
| Max Kröckel  | 2:00:59 | 8,125   | 18.     | 53,5       | 51,5     | 15,812  | 6.      | 11,968     | 14.        |
| Gustl Müller | 1:52:43 | 12,250  | 12.     | 41,5       | 60,5~    | 7,978   | 28.     | 10,114     | 21.        |
| Karl Neuner  | 2:04:25 | 6,375   | 22.     | nem indult | kiesett  | kiesett | kiesett | kiesett    | kiesett    |

~ - az ugrás során elesett

## Gyorskorcsolya
| Versenyző        | Versenyszám | Eredmény      | Helyezés      |
| ---------------- | ----------- | ------------- | ------------- |
| Fritz Jungblut   | 500 m       | 47,2          | 20.           |
| Fritz Jungblut   | 1500 m      | 2:28,2        | 11.           |
| Fritz Jungblut   | 5000 m      | 9:26,7        | 16.           |
| Erhard Mayke     | 500 m       | 49,1          | 24.*          |
| Erhard Mayke     | 5000 m      | nem ért célba | nem ért célba |
| Arthur Vollstedt | 1500 m      | 2:39,9        | 23.           |
| Arthur Vollstedt | 5000 m      | 9:58,5        | 28.           |

* - egy másik versenyzővel azonos eredményt ért el

## Jégkorong
| Német férfi jégkorongcsapat-játékoskeret                                             | Német férfi jégkorongcsapat-játékoskeret                                            |
| ------------------------------------------------------------------------------------ | ----------------------------------------------------------------------------------- |
| - Gustav Jaenecke - Wolfgang Kittel - Franz Kreisel - Fritz Rammelmayr - Erich Römer | - Walter Sachs - Hans Schmid - Martin Schröttle - Marquard Slevogt - Alfred Steinke |

### Eredmények
Csoportkör
C csoport
| Csapat      | M | Gy | D | V | G+ | G– | Gk | P |
| ----------- | - | -- | - | - | -- | -- | -- | - |
| Svájc       | 2 | 1  | 1 | 0 | 5  | 4  | +1 | 3 |
| Ausztria    | 2 | 0  | 2 | 0 | 4  | 4  | 0  | 2 |
| Németország | 2 | 0  | 1 | 1 | 0  | 1  | –1 | 1 |

| 1928. február 13. | Ausztria (AUT) | 0 – 0 (0–0, 0–0, 0–0) | Németország | St. Moritz |

|  |  |  |  |  |
|  |  |  |  |  |
|  |  |  |  |  |
|  |  |  |  |  |

| 1928. február 13. | Svájc (SUI) | 1 – 0 (1–0, 0–0, 0–0) | Németország | St. Moritz |

|  |  |  |  |  |
|  |  |  |  |  |
|  |  |  |  |  |
|  |  |  |  |  |

| Csapat      | Helyezés |
| ----------- | -------- |
| Németország | 10.      |

## Műkorcsolya
| Versenyző                 | Versenyszám  | Kötelező elemek   | Kötelező elemek | Kűr               | Kűr        | Összesítés                     | Összesítés                     | Összesítés                     | Összesítés                     | Összesítés                     | Összesítés                     | Összesítés                     | Összesítés                     | Összesítés                     | Összesítés        | Összesítés  | Összesítés | Összesítés |
| Versenyző                 | Versenyszám  | Kötelező elemek   | Kötelező elemek | Kűr               | Kűr        | Helyezési pontszámok bírónként | Helyezési pontszámok bírónként | Helyezési pontszámok bírónként | Helyezési pontszámok bírónként | Helyezési pontszámok bírónként | Helyezési pontszámok bírónként | Helyezési pontszámok bírónként | Helyezési pontszámok bírónként | Helyezési pontszámok bírónként | Több. hely. száma | Hely. össz. | Pont       | Helyezés   |
| Versenyző                 | Versenyszám  | Több. hely. száma | Hely.           | Több. hely. száma | Hely.      | 1                              | 2                              | 3                              | 4                              | 5                              | 6                              | 7                              | 8                              | 9                              | Több. hely. száma | Hely. össz. | Pont       | Helyezés   |
| ------------------------- | ------------ | ----------------- | --------------- | ----------------- | ---------- | ------------------------------ | ------------------------------ | ------------------------------ | ------------------------------ | ------------------------------ | ------------------------------ | ------------------------------ | ------------------------------ | ------------------------------ | ----------------- | ----------- | ---------- | ---------- |
| Paul Franke               | Férfi egyéni | 4×12+             | 14.             | 5×10+             | 10.        | 6,0                            | 13,0                           | 11,0                           | 12,0                           | 11,0                           | 13,0                           | 10,0                           |                                |                                | 4×11+             | 76,0        | 2215,00    | 12.        |
| Werner Rittberger         | Férfi egyéni | 5×12+             | 12.             | nem indult        | nem indult | kiesett                        | kiesett                        | kiesett                        | kiesett                        | kiesett                        | kiesett                        | kiesett                        |                                |                                | kiesett           | kiesett     | kiesett    | kiesett    |
| Ellen Brockhöft           | Női egyéni   | 4×10+             | 8.              | 4×11+             | 10.        | 12,0                           | 11,0                           | 9,0                            | 7,0                            | 11,0                           | 8,0                            | 9,0                            |                                |                                | 4×9+              | 67,0        | 2003,00    | 9.         |
| Margit Bernhardt          | Női egyéni   | 4×12+             | 12.             | 4×12+             | 13.        | 14,0                           | 17,0                           | 15,0                           | 12,0                           | 12,0                           | 10,0                           | 11,0                           |                                |                                | 4×12+             | 91,0        | 1890,00    | 12.        |
| Else Flebbe               | Női egyéni   | 6×16+             | 16.             | 4×12+             | 12.        | 13,0                           | 16,0                           | 18,0                           | 17,0                           | 15,0                           | 12,0                           | 12,0                           |                                |                                | 4×15+             | 103,0       | 1833,50    | 15.        |
| Elly Winter               | Női egyéni   | 5×18+             | 18.             | 4×13+             | 11.        | 18,0                           | 19,0                           | 13,0                           | 18,0                           | 19,0                           | 14,0                           | 16,0                           |                                |                                | 5×18+             | 117,0       | 1765,50    | 18.        |
| Ilse Kishauer Ernst Gaste | Páros        |                   |                 |                   |            | 5,0                            | 5,0                            | 6,0                            | 10,0                           | 4,0                            | 9,0                            | 8,0                            | 6,0                            | 11,0                           | 5×6+              | 64,0        | 75,75      | 8.         |

## Sífutás
| Versenyző       | Versenyszám | Eredmény | Helyezés |
| --------------- | ----------- | -------- | -------- |
| Hans Bauer      | 50 km       | 5:36:21  | 12.      |
| Hans Bauer      | 18 km       | 1:57:03  | 20.      |
| Wilhelm Braun   | 18 km       | 2:03:52  | 29.      |
| Ludwig Böck     | 18 km       | 1:48:56  | 14.      |
| Otto Wahl       | 18 km       | 1:55:00  | 19.      |
| Otto Wahl       | 50 km       | 5:34:02  | 10.      |
| Fritz Pellkofer | 50 km       | 5:41:00  | 16.      |

## Síugrás
| Versenyző         | 1. ugrás | 2. ugrás | Összesítés | Összesítés |
| Versenyző         | Távolság | Távolság | Pont       | Helyezés   |
| ----------------- | -------- | -------- | ---------- | ---------- |
| Franz Thannheimer | 46,5     | 55,5     | 15,333     | 17.        |
| Erich Recknagel   | 48,5     | 62,0     | 16,020     | 11.        |
| Alois Kratzer     | 49,5     | 54,0     | 14,853     | 19.        |
| Martin Neuner     | 50,0     | 57,0     | 16,291     | 9.         |